# Херман Минковски
Херман Минковски (на немски: Hermann Minkowski) е германски математик, със смесен еврейски и полски произход , който е известен с това, че създава и развива геометрия на числата, и използва геометрични методи за решаване на сложни задачи в областта на теория на числата, математическата физика и теорията на относителността.

## Биография
Роден е на територията на днешна Литва, тогава част от имперска Русия. Защитава докторат през 1885 година в Кьонигсбергския университет. Чете лекции и се занимава с преподавателска и изследователска дейност в университетите в Бон, Гьотинген, Кьонигсберг и Цюрих.
Минковски умира внезапно на 44 години от спукан апендисит.

### Специална теория на относителността
През 1907 Минковски стига до заключението, че специалната теория на относителността, представена от Айнщайн през 1905 и базирана на предходната работа на Лоренц и Поанкаре, може най-добре да бъде разбрана в едно специфично четиримерно пространство, познато по-нататък като „пространство на Минковски“, в което време и пространство не са отделни величини, а се смесват в четиримерно време-пространство, и в което Лоренцовата група на специалната теория на относителността може добре да бъде представена.

## Други
Астероидът 12493 Минковски и М-матриците са кръстени на него.